# Surfing under sommer-OL 2020 – Herrer
Herrernes surfingkonkurrence ved sommer-OL 2020 i Tokyo afholdes fra 26. til 29. juli på Shidashita Beach, eller "Shida", der ligger cirka 64 km uden for Tokyo i Chiba.

## Resultater

### Runde 1
Den første runde er en ikke-elimineringsrunde. Surfere bliver seedet i fem heats med fire surfere ihver, hvor de to øverste surfere går direkte til runde 3. De to nederste surfere bliver seedet i runde 2, som er den første eliminationsrunde.

#### Gruppe 1
| Rang | Surfer              | Nation    | Total score | Noter |
| ---- | ------------------- | --------- | ----------- | ----- |
| 1    | Ítalo Ferreira      | Brasilien | 13.67       | R3    |
| 2    | Hiroto Ohhara       | Japan     | 11.40       | R3    |
| 3    | Leonardo Fioravanti | Italien   | 9.43        | R2    |
| 4    | Leandro Usuna       | Argentina | 8.27        | R2    |

#### Gruppe 2
| Rank | Surfer          | Nation      | Total score | Noter |
| ---- | --------------- | ----------- | ----------- | ----- |
| 1    | Kanoa Igarashi  | Japan       | 12.77       | R3    |
| 2    | Miguel Tudela   | Peru        | 10.67       | R3    |
| 3    | Billy Stairmand | New Zealand | 9.97        | R2    |
| 4    | Jérémy Florès   | Frankrig    | 7.63        | R2    |

#### Gruppe 3
| Rang | Surfer        | Nation     | Total score | Noter |
| ---- | ------------- | ---------- | ----------- | ----- |
| 1    | Lucca Mesinas | Peru       | 11.40       | R3    |
| 2    | Kolohe Andino | USA        | 10.27       | R3    |
| 3    | Rio Waida     | Indonesien | 9.96        | R2    |
| 4    | Julian Wilson | Australien | 8.77        | R2    |

#### Gruppe 4
| Rang | Surfer             | Nation     | Total score | Noter |
| ---- | ------------------ | ---------- | ----------- | ----- |
| 1    | Owen Wright        | Australien | 10.40       | R3    |
| 2    | Ramzi Boukhiam     | Marokko    | 10.23       | R3    |
| 3    | John John Florence | USA        | 8.37        | R2    |
| 4    | Manuel Selman      | Chile      | 6.20        | R2    |

#### Gruppe 5
| Ranh | Surfer         | Nation     | Total score | Noter |
| ---- | -------------- | ---------- | ----------- | ----- |
| 1    | Gabriel Medina | Brasilien  | 12.23       | R3    |
| 2    | Michel Bourez  | Frankrig   | 10.10       | R3    |
| 3    | Leon Glatzer   | Tyskland   | 10.00       | R2    |
| 4    | Carlos Muñoz   | Costa Rica | DNS         | R2    |

### Runde 2
De tre øverste surfere fra hver heat i runde 2 går videre til runde 3. De to nederste surfere fra hver heat elimineres.

#### Heat 1
| Rang | Surfer             | Nation      | Total score | Noter |
| ---- | ------------------ | ----------- | ----------- | ----- |
| 1    | John John Florence | USA         | 12.77       | R3    |
| 2    | Rio Waida          | Indonesien  | 11.53       | R3    |
| 3    | Billy Stairmand    | New Zealand | 11.34       | R3    |
| 4    | Manuel Selman      | Chile       | 9.74        | E     |
| 5    | Carlos Muñoz       | Costa Rica  | DNS         | E     |

#### Heat 2
| Rang | Surfer              | Nation     | Total score | Noter |
| ---- | ------------------- | ---------- | ----------- | ----- |
| 1    | Leonardo Fioravanti | Italien    | 12.53       | R3    |
| 2    | Jérémy Florès       | Frankrig   | 11.37       | R3    |
| 3    | Julian Wilson       | Australien | 11.27       | R3    |
| 4    | Leon Glatzer        | Tyskland   | 10.43       | E     |
| 5    | Leandro Usuna       | Argentina  | 9.67        | E     |

### Runde 3
Vinderen fra hver head-to-head heat kvalificerer sig til kvartfinalen.
| Rang | Surfer              | Nation      | Total score | Noter |
| ---- | ------------------- | ----------- | ----------- | ----- |
| 1    | Kanoa Igarashi      | Japan       | 14.00       | QF    |
| 2    | Rio Waida           | Indonesien  | 12.00       | E     |
|      |                     |             |             |       |
| 1    | Kolohe Andino       | USA         | 14.83       | QF    |
| 2    | John John Florence  | USA         | 11.60       | E     |
|      |                     |             |             |       |
| 1    | Michel Bourez       | Frankrig    | 12.43       | QF    |
| 2    | Ramzi Boukhiam      | Marokko     | 9.40        | E     |
|      |                     |             |             |       |
| 1    | Gabriel Medina      | Brasilien   | 14.33       | QF    |
| 2    | Julian Wilson       | Australien  | 13.00       | E     |
|      |                     |             |             |       |
| 1    | Ítalo Ferreira      | Brasilien   | 14.54       | QF    |
| 2    | Billy Stairmand     | New Zealand | 9.67        | E     |
|      |                     |             |             |       |
| 1    | Hiroto Ohhara       | Japan       | 10.00       | QF    |
| 2    | Miguel Tudela       | Peru        | 9.63        | E     |
|      |                     |             |             |       |
| 1    | Lucca Mesinas       | Peru        | 10.77       | QF    |
| 2    | Leonardo Fioravanti | Italien     | 8.86        | E     |
|      |                     |             |             |       |
| 1    | Owen Wright         | Australien  | 15.00       | QF    |
| 2    | Jérémy Florès       | Frankrig    | 12.90       | E     |

### Kvartfinaler
| Rang | Surfer         | Nation     | Total score | Noter |
| ---- | -------------- | ---------- | ----------- | ----- |
| 1    | Kanoa Igarashi | Japan      | 12.60       | SF    |
| 2    | Kolohe Andino  | USA        | 11.00       | E     |
|      |                |            |             |       |
| 2    | Michel Bourez  | Frankrig   | 13.66       | E     |
| 1    | Gabriel Medina | Brasilien  | 15.33       | SF    |
|      |                |            |             |       |
| 1    | Ítalo Ferreira | Brasilien  | 16.30       | SF    |
| 2    | Hiroto Ohhara  | Japan      | 11.90       | E     |
|      |                |            |             |       |
| 2    | Lucca Mesinas  | Peru       | 7.83        | E     |
| 1    | Owen Wright    | Australien | 12.74       | SF    |

### Semifinaler
| Rang | Surfer         | Nation     | Total score | Noter |
| ---- | -------------- | ---------- | ----------- | ----- |
| 1    | Kanoa Igarashi | Japan      | 17.00       | F     |
| 2    | Gabriel Medina | Brasilien  | 16.76       | BMM   |
|      |                |            |             |       |
| 1    | Ítalo Ferreira | Brasilien  | 13.17       | F     |
| 2    | Owen Wright    | Australien | 12.47       | BMM   |

### Bronzemedaljekamp
| Placering | Surfer         | Land       | Total score | Noter |
| --------- | -------------- | ---------- | ----------- | ----- |
| 2         | Gabriel Medina | Brasilien  | 11.77       | 4     |
| 1         | Owen Wright    | Australien | 11.97       | 3     |

### Finalen
| 2                                                               | Kanoa Igarashi | Japan     | 6.60  | 2 |
| 1                                                               | Ítalo Ferreira | Brasilien | 15.14 | 1 |
| Kilde: Tokyo 2020 Arkiveret 14. januar 2022 hos Wayback Machine |                |           |       |   |